# Dendrobium echinocarpum
Dendrobium echinocarpum är en orkidéart som först beskrevs av Rudolf Schlechter, och fick sitt nu gällande namn av Johannes Jacobus Smith. Dendrobium echinocarpum ingår i släktet Dendrobium, och familjen orkidéer. Inga underarter finns listade i Catalogue of Life.